# Markéta Davidová
Markéta Davidová (* 3. Januar 1997 in Jablonec nad Nisou) ist eine tschechische Biathletin. Ihren größten Erfolg feierte sie mit dem Weltmeistertitel im Einzel bei den Weltmeisterschaften 2021 auf der Pokljuka.

## Karriere

### Anfänge
Markéta Davidová nahm erstmals im Rahmen der Juniorenweltmeisterschaften 2015 in Minsk an internationalen Wettkämpfen teil. Bei den Sommerbiathlon-Weltmeisterschaften im selben Jahr gewann sie Silber im Mixedstaffelrennen der Junioren. Bei den Juniorenweltmeisterschaften im nächsten Jahr gewann sie Bronze im Einzel und Silber mit der Staffel. Bei den Sommerbiathlon-Weltmeisterschaften konnte die tschechische Juniorenmixedstaffel ihr Ergebnis aus dem letzten Jahr verbessern und gewann Gold. In der Saison 2016/17 startete Davidová erstmals bei den Erwachsenen im IBU-Cup und siegte in ihrem zweiten Rennen. Danach hatte sie ihren ersten Weltcupeinsatz und erreichte schon in ihrem zweiten Rennen mit einem 28. Platz die Punkteränge.
Davidová konnte bei den Junioren-Europameisterschaften 2017 in jedem Rennen eine Medaille gewinnen. Das Sprint und das Verfolgungsrennen gewann sie und im Einzel wurde sie Dritte. In der Gesamtwertung des Weltcups erreichte sie den 92. Platz.

### Saison 2017/18 – Erste Olympische Spiele
In die Saison 2017/18 startete Davidová bei drei Rennen im IBU-Cup und erreichte einen siebten Platz im Sprint. Ab dem Weltcup in Hochfilzen startete sie im Weltcup und konnte sowohl in Annecy als auch in Antholz jeweils einmal in die Punkteränge laufen. Mit der tschechischen Staffel erreichte sie, bis auf das letzte Rennen in Oslo, immer die Top Ten, allerdings keine Podestplatzierung.
Bei den Olympischen Winterspielen 2018 in Pyeongchang erreichte sie ihre besten Saisonergebnisse. Im Sprint erreichte sie den 15. Platz und in der Verfolgung den 25. Platz. Aufgrund ihrer guten Ergebnisse qualifizierte Davidová sich für den Massenstart, den sie auf dem 18. Rang beendete.
Nach den Winterspielen nahm sie an den Juniorenweltmeisterschaften in Otepää teil. Im Einzel erreichte sie 14. Platz. Im Sprint gewann sie dann die Silbermedaille und in der anschließenden Verfolgung Gold.
Nach den Juniorenweltmeisterschaften nahm sie am Weltcup in Oslo teil und erreichte den 79. Platz im Sprint und konnte sich damit nicht für die Verfolgung qualifizieren. Die Staffel erreichte den 13. Platz. In der Gesamtwertung des Weltcups konnte sie sich, um einen Platz, auf den 91. Platz verbessern.

### Saison 2018/19 – Podestplätze und Weltcupsieg
Beim ersten Rennen des Weltcups 2018/19, dem Einzel auf der Pokljuka, erreichte Davidová mit dem dritten Rang den ersten Top-10-Platz und gleichzeitig das erste Podium ihrer Karriere. Im weiteren Saisonverlauf konnte sie dieses gute Ergebnis nicht bestätigen, bis sie im Januar 2019 mit einem fehlerfreien Schießen überraschend den Sprint von Antholz gewann, und 2 Tage später im Massenstart mit dem 2. Platz, neben Laura Dahlmeier und Vanessa Hinz, erneut aufs Podest lief.

### 2019–2022
In der folgenden Saison belegte die in Jablonec nad Nisou geborene Athletin drei Mal in Einzelwettbewerben den dritten Platz, und zwar jeweils im Sprint von Östersund, Annecy-Le Grand-Bornand und abschließend in Nové Město na Moravě in ihrem Heimatland. Hinzu kam die Bronzemedaille in der Mixed-Staffel bei den Weltmeisterschaften in Antholz. 2020/21 erreichte die Tschechin nur einen einzigen Stockerlplatz, dies war allerdings der erste Rang beim wichtigsten 15-km-Einzelwettbewerb des Jahres auf der Pokljuka bei den Weltmeisterschaften 2021. Diesen Erfolg konnte Markéta Davidová gleich beim ersten Veranstaltungswochenende der folgenden Saison in Östersund bestätigen. Nachdem sie beim zweiten 15-km-Einzelwettbewerb in Antholz den sechsten Rang belegte, war ihr der Gesamtsieg in dieser Disziplin am Ende des Jahres nicht mehr zu nehmen.

### Seit 2022
Beim ersten Biathlonwochenende der Saison, den Sommer-Weltmeisterschaften im gleichen Jahr, wurde die Tschechin eine der erfolgreichsten weiblichen Athletinnen. Während sie im Supersprint als Vierte noch knapp das Treppchen verpasste, errang sie im Sprint die Silbermedaille hinter der Italienerin Lisa Vittozzi und belegte beim Gala-Massenstart den Bronzerang hinter deren Landsfrau Dorothea Wierer und der deutschen Biathletin Denise Herrmann.

## Statistik

### Weltcupsiege
| Nr. | Datum         | Ort           | Disziplin |
| --- | ------------- | ------------- | --------- |
| 1.  | 24. Jan. 2019 | Antholz       | Sprint    |
| 2.  | 16. Feb. 2021 | Pokljuka (WM) | Einzel    |
| 3.  | 27. Nov. 2021 | Östersund     | Einzel    |
| 4.  | 7. Dez. 2024  | Kontiolahti   | Sprint    |

### Weltcupplatzierungen
Die Tabelle zeigt alle Platzierungen (je nach Austragungsjahr einschließlich Olympische Spiele und Weltmeisterschaften).
- 1.–3. Platz: Anzahl der Podiumsplatzierungen
- Top 10: Anzahl der Platzierungen unter den ersten zehn (einschließlich Podium)
- Punkteränge: Anzahl der Platzierungen innerhalb der Punkteränge (einschließlich Podium und Top 10)
- Starts: Anzahl gelaufener Rennen in der jeweiligen Disziplin
- Staffel: inklusive Mixed- und Single-Mixed-Staffeln

| Platzierung            | Einzel | Sprint | Verfolgung | Massenstart | Staffel | Gesamt |
| ---------------------- | ------ | ------ | ---------- | ----------- | ------- | ------ |
| 1. Platz               | 2      | 1      |            |             |         | 3      |
| 2. Platz               | 1      | 1      |            | 1           |         | 3      |
| 3. Platz               | 1      | 3      | 1          |             | 2       | 7      |
| Top 10                 | 9      | 15     | 12         | 9           | 43      | 88     |
| Punkteränge            | 15     | 40     | 35         | 26          | 58      | 174    |
| Starts                 | 19     | 57     | 41         | 26          | 58      | 201    |
| Stand: 5. Februar 2024 |        |        |            |             |         |        |

### Olympische Winterspiele
Ergebnisse bei Olympischen Winterspielen:
|                                             | Einzelwettbewerbe | Einzelwettbewerbe | Einzelwettbewerbe | Einzelwettbewerbe | Staffelwettbewerbe | Staffelwettbewerbe |
| Sprint                                      | Verfolgung        | Einzel            | Massenstart       | Damenstaffel      | Mixedstaffel       |                    |
| ------------------------------------------- | ----------------- | ----------------- | ----------------- | ----------------- | ------------------ | ------------------ |
| Olympische Winterspiele 2018 \| Pyeongchang | 15.               | 25.               | 57.               | 18.               | 12.                | 8.                 |
| Olympische Winterspiele 2022 \| Peking      | 41.               | 28.               | 6.                | 4.                | 8.                 | 12.                |

### Weltmeisterschaften
Ergebnisse bei Biathlon-Weltmeisterschaften
| Weltmeisterschaften | Weltmeisterschaften | Einzel | Sprint | Verfolgung | Massenstart | Staffel | Mixedstaffel | Single-Mixedstaffel |
| Jahr                | Ort                 | Einzel | Sprint | Verfolgung | Massenstart | Staffel | Mixedstaffel | Single-Mixedstaffel |
| ------------------- | ------------------- | ------ | ------ | ---------- | ----------- | ------- | ------------ | ------------------- |
| 2019                | Östersund           | 43.    | 7.     | 13.        | 16.         | 15.     | 6.           | -                   |
| 2020                | Antholz             | 8.     | 27.    | 25.        | 20.         | 4.      | 3.           | 14.                 |
| 2021                | Pokljuka            | 1.     | 44.    | 32.        | 13.         | 10.     | 11.          | -                   |
| 2023                | Oberhof             | 10.    | 6.     | 16.        | 5.          | 7.      | 5.           | -                   |

### Juniorenweltmeisterschaften
| Weltmeisterschaften | Weltmeisterschaften | Einzel | Sprint | Verfolgung | Staffel |
| Jahr                | Ort                 | Einzel | Sprint | Verfolgung | Staffel |
| ------------------- | ------------------- | ------ | ------ | ---------- | ------- |
| 2015                | Minsk               | 33.    | 27.    | 28.        | 10.     |
| 2016                | Cheile Grădiștei    | 3.     | 4.     | 10.        | 2.      |
| 2017                | Osrblie             | 43.    | 14.    | 18.        | 11.     |
| 2018                | Otepää              | 14.    | 2.     | 1.         | –       |